# Marie-Monique Robin

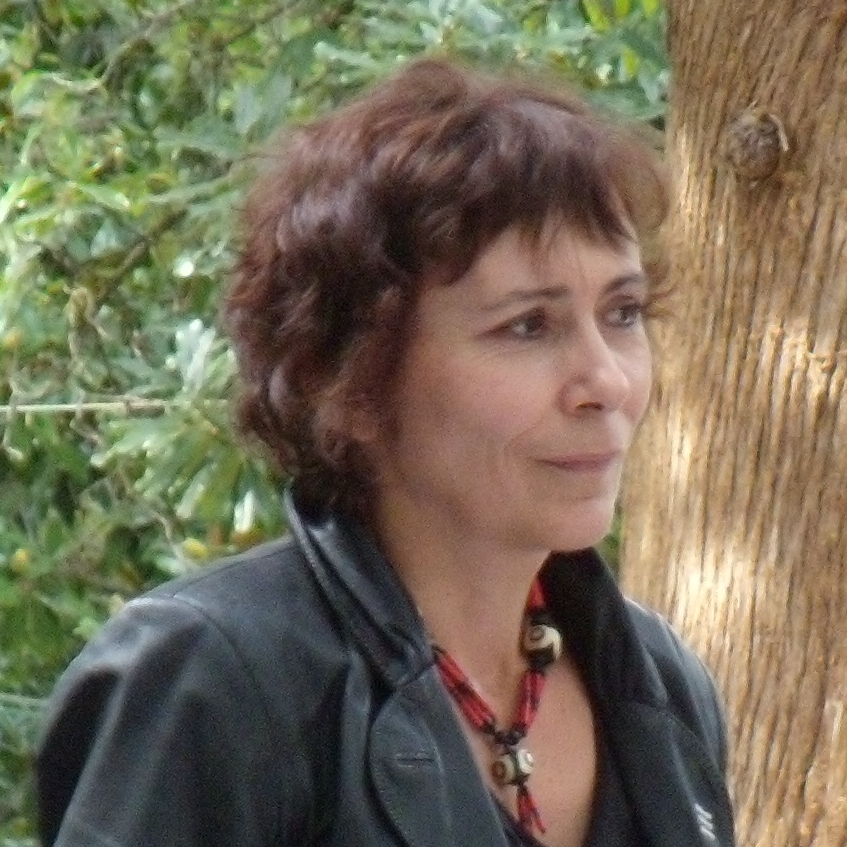
Marie-Monique Robin bei der "Fête de la fraternité" im September 2009 in Montpellier

Marie-Monique Robin (* 15. Juni 1960 in Poitou-Charentes) ist eine französische Investigativjournalistin und Filmemacherin.

## Leben und Werk
Nach ihrem Journalistik-Studium in Straßburg ging sie nach Nicaragua und arbeitete in Südamerika als freie Journalistin. Sie war mehr als achtzigmal in Südamerika, wovon 30 Besuche nach Kuba gingen. Sie machte Reportagen über die kolumbianischen Guerrilleros und arbeitete dann für die CAPA agency. Sie ist eine der Hauptorganisatoren des Monsanto-Tribunals.

### Die Todesschwadronen, Französische Schule
Marie-Monique Robin dokumentierte Zusammenhänge zwischen französischen Geheimdiensten, dem argentinischen Geheimdienst und der chilenischen Geheimpolizei Dirección Nacional de Inteligencia in ihrem Buch und gleichnamigem Film „Escadrons de la mort, l'école française“ („Die Todesschwadronen, Französische Schule“). Sie zeigt darin auf, dass die Taktiken der argentinischen Sicherheitskräfte im Schmutzigen Krieg des so genannten Prozesses der Nationalen Reorganisation und während der Operation Condor in den 1970er und 1980er Jahren, welche eine massive Nutzung von Folter einbezogen, der Französischen Doktrin des Algerienkrieges (1954–1962) entstammten. Außerdem zeigte sie, dass Mitglieder französischer Behörden und hohe Offiziere beteiligt waren, die Südamerikaner in diesen Techniken zu unterrichten. Ihre Arbeit wurde mit dem Preis für „die beste politische Dokumentation des Jahres“ vom Französischen Senat sowie von Bernard Stasi ausgezeichnet.

### Monsanto, mit Gift und Genen
Einer breiten Öffentlichkeit bekannt wurde Marie-Monique Robin am 11. März 2008, als Arte ihren Dokumentarfilm Monsanto, mit Gift und Genen ausstrahlte. Darin behandelte sie verschiedene Skandale von Monsanto und zeigte auf, wie der Konzern die sehr großzügige amerikanische Gesetzgebung im Gentechnik-Bereich buchstäblich diktiert hat. Sie beschrieb von den USA bis nach Vietnam und von Europa bis Paraguay die aggressiven kommerziellen Praktiken des amerikanischen Agro-Chemie-Multis. Monsanto ist heute weltweit die Nummer eins im Bereich gentechnisch verändertem Saatgut. Das dazugehörige Buch wurde in 16 Sprachen übersetzt. Die taz nannte den Film „beeindruckend direkt“. In der FAZ dagegen wurde das Buch heftig kritisiert, so handele es sich statt investigativer Recherche um ein „gesinnungsethisch instrumentiertes Firmenportrait“. Der Film erhielt zahlreiche Preise, unter anderem den internationalen Umweltschutzpreis Rachel Carson Prize, den Umwelt-Medienpreis der Deutschen Umwelthilfe und den Ekofilm-Festival Preis in der Tschechischen Republik 2009.
2011 folgte der Dokumentarfilm „Unser täglich Gift“ (Notre poison quotidien).

### Zukunft pflanzen
Zum Welternährungstag am 16. Oktober 2012 wurde der letzte Teil ihrer Trilogie, der Dokumentarfilm „Zukunft pflanzen – Bio für 9 Milliarden“, auf Arte ausgestrahlt. Hier liefert Robin eine optimistische Untersuchung darüber, wie der weltweiten Lebensmittelkrise Abhilfe zu verschaffen wäre: Anhand von Beispielen aus Mexiko, Japan, Malawi, Kenia, Senegal, den USA und mehreren europäischen Ländern veranschaulicht sie, dass ökologische Landwirtschaft, die umweltgerecht und ressourcenschonend verfährt nicht nur möglich, sondern auch ertragreicher ist als die konventionelle. Der UN-Sondergesandte für Recht auf Ernährung, Olivier de Schutter, führt in die Dokumentation ein: 

„Zu den größten Hindernissen beim Umgang zu einer biologischen Landwirtschaft zählt das enorme wirtschaftliche Interesse an der Aufrechterhaltung des derzeitigen Systems. Den Unternehmen der Chemieindustrie ist nicht daran gelegen, dass die Landwirte lernen, wie sie ohne ihre Produkte auskommen.“

In der Lebensmittelkette müsse den Bauern wieder eine Schlüsselrolle zukommen. Für Deutschland werden Manfred und Friedrich Wenz gezeigt, die am Rand des Schwarzwaldes agroökologisch ohne Pflug und Chemie wirtschaften. Ihre Äcker sind ständig von Grün bedeckt, auch zur Düngung, zur Humusbildung. Friedrich Wenz: 

„Das 21. Jahrhundert ist definitiv das Jahrhundert der Biologie. Ohne die Mikrobiologie im Boden und in den ganzen Kreisläufen, die wir haben, wird es uns einfach nicht möglich sein, in Zukunft effizient und vor allem nachhaltig zu wirtschaften.“

## Auszeichnungen
- 1995: Albert-Londres-Preis für Voleurs d'yeux (franz., dt. Augendiebe), Film zum Thema Raub menschlicher Organe
- 2009: Rachel-Carson-Preis, für Monsanto, mit Gift und Genen
- 2009: Umweltmedienpreis in der Kategorie Fernsehen
- 2013: Ehrenlegion

## Bibliografie
- 2008: Escadrons de la mort, l'école française. Paris: Éditions La Découverte, ISBN 978-2-7071-5349-4
  - Le Monde selon Monsanto. De la dioxine aux OGM, une multinationale qui vous veut du bien. Paris: Arte/Éditions La Découverte, (Buch und DVD)
DVD dt.: Monsanto, mit Gift und Genen. 107 Min., ISBN 978-3-89848-959-1 
Buch dt. 2009: Mit Gift und Genen. Wie der Biotech-Konzern Monsanto unsere Welt verändert. Stuttgart: DVA, 464 S., ISBN 978-3-421-04392-4
2010: Goldmann Taschenbuch, München, ISBN 978-3-442-15622-1
- 2012: Les moissons du futur - Comment l’agroécologie peut nourrir le monde. Paris: Arte/Éditions La Découverte (Buch und DVD), ISBN 9782707171542

## Filmografie
Drehbuchautorin, Regisseurin und Kameramann
- 2003: Todesschwadronen: Wie Frankreich den Terror exportierte (Escadrons de la mort: L'école française)

Drehbuchautorin und Regisseurin
- 1997: Das Jahrhundert im Bild - Che Guevara
- 2008: Monsanto, mit Gift und Genen (Le monde selon Monsanto)
- 2010: Folter – Made in USA
- 2011: Unser täglich Gift (Notre poison quotidien)
- 2012: Die Zukunft pflanzen - Bio für 9 Milliarden (Les moissons du futur)
- 2014: Wachstum, was nun? (Sacrée croissance!)
- 2017: Roundup, der Prozess (französisch Roundup face à ses juges). Frankreich 2017, Arte France, 90 Minuten (online verfügbar bis 16. Dezember 2017)[5]

Regisseurin
- 1993: Organ Snatchers (Voleurs d’yeux)